# Warm Bodies
Warm Bodies è un romanzo postapocalittico di Isaac Marion scritto nel 2012, edito in Italia dalla Fazi Editore. 
Il romanzo, ambientato a Seattle, presenta allusioni a Romeo e Giulietta di William Shakespeare e a Il principe ranocchio in quanto in quest'ultimo caso, il protagonista diventa umano con un bacio.

## Trama
R è un ragazzo in piena crisi esistenziale: è uno zombie. Non ha ricordi né identità, non gli batte più il cuore e non sente il sapore dei cibi, ma nutre molti sogni. La sua capacità di comunicare col mondo è ridotta a poche, stentate sillabe, ma dentro di lui sopravvive un intero universo di emozioni. Un giorno, mentre ne divora il cervello, R assaggia i ricordi di un ragazzo di nome Perry Kelvin. Di lì a poco, per lui cambierà ogni cosa; intreccia una relazione con la ragazza della sua vittima, Julie Grigio detta Cabernet, e sarà per lui un'esplosione di colori nel paesaggio grigio e monotono che lo circonda. Perché l'amore per lei lo trasformerà in un uomo (e in un morto) diverso, più combattivo e consapevole, deciso a cambiare. Di qui avranno inizio una guerra feroce contro alcuni dei suoi compagni di un tempo e una rinascita dalle conseguenze inimmaginabili.